# Motta San Giovanni
Motta San Giovanni – miejscowość i gmina we Włoszech, w regionie Kalabria, w prowincji Reggio Calabria.
Według danych na rok 2004 gminę zamieszkiwało 6391 osób, 138,9 os./km².